# Adriano Fiori
Adriano Fiori (Casinalbo, 17 dicembre 1865 – Casinalbo, 5 novembre 1950) è stato un medico, botanico e micologo italiano.

## Biografia
Nacque a Casinalbo, frazione di Formigine (Modena) da Alfonso Fiori e Emilia Pajni.
Dopo essersi laureato in medicina presso l'università di Modena, si dedicò a studi di floristica.
Nel 1892 si laureò anche in scienze naturali.
Si trasferì a Padova dove nel 1893 sposò Giovanna Ferrari. Presso l'Università di Padova, collaborò con Pier Andrea Saccardo e incominciò i lavori preparatori alla sua opera fondamentale, che scrisse, su suggerimento dello stesso Saccardo, in collaborazione con Giulio Paoletti, ovvero la Flora analitica d'Italia (1896-1904).
Nel 1900 lasciò l'università di Padova per trasferirsi nell'istituto forestale di Vallombrosa dove era stato nominato docente di scienze naturali e del quale fu poi direttore. Nel 1913 ebbe la cattedra di botanica forestale nell'Istituto superiore forestale di Firenze.
In Toscana Fiori incominciò la revisione della Flora che portò alla pubblicazione della Nuova Flora Analitica d'Italia (1923-1929) che completò con un lavoro iconografico, Iconographia Florae Italicae (1933).
Nel 1909 soggiornò alcuni mesi in Eritrea per svolgere uno studio per la tutela forestale in quella regione che riportò nel volume Boschi e piante legnose dell'Eritrea (1912).
Fiori fu socio dell'Accademia dei Georgofili e della Società Botanica Italiana, della quale fu sia vicepresidente che presidente.

## Opere
- Muschi del Modenese e del Reggiano. Primo contributo, in «Atti della Societa dei naturalisti di Modena», s. 3, V (1886), pp. 123-164
- Seconda contribuzione alla briologia emiliana, in «Malpighia. Rassegna mensuale di botanica», VI (1892), pp. 64-71
- Alcuni giorni di permanenza a Bombay: impressioni e raccolte botaniche, in «Atti della Societa dei naturalisti di Modena», s. 3, XI (1892), pp. 108-121
- Rivista statistica della Epaticologia italiana. Primo elenco delle Epatiche del Modenese e del Reggiano, in «Malpighia. Rassegna mensuale di botanica», VI (1892), pp. 41-49
- Sulla presenza di Cyathus Lesueurii Tul nella flora italiana, in «Bullettino della Società veneto-trentina di scienze naturali», V (1894), pp. 4-11
- Lichenologia nel Modenese e nel Reggiano, in «Malpighia. Rassegna mensuale di botanica», IX (1895), pp. 122-125
- I generi Tulipa e Colchicurri e le specie che li rappresentano nella flora italiana, in «Malpighia. Rassegna mensuale di botanica», VIII (1894), pp. 131-158
- Sopra alcuni Amaranti naturalizzati in Italia e sulla presenza di Azolla caroliniana in frutto presso Chioggia, in «Malpighia. Rassegna mensuale di botanica», X (1896), pp. 551-555
- Helodea canadensis Mich. nel Veneto e in Italia, in «Malpighia. Rassegna mensuale di botanica», IX (1895), pp. 119-121
- La Lobelia Giberroa Hemse nell'Eritrea, in «Bullettino della Società botanica italiana», III (1910), pp. 58-63
- Achantacee quaedam novae ex Erithraea, in «Bullettino della Società botanica italiana», IV (1911), pp. 60-65
- Piante raccolte nelle isole italiane dell'Egeo, in «Nuovo giornale botanico italiano», XI-II (1935), pp. 242 s.; XLV (1938), pp. 132-138.
- Chiave analitica ed illustrazione delle specie di Trifolium dell'Abissinia, in «Nuovo giornale botanico italiano», n.s., LV (1948), pp. 335-346

L'OPAC di SBN restituisce comunque più di duecentoquaranta titoli alla ricerca per autore: Fiori, Adriano